# Алин (реабилитационный центр)
Алин — реабилитационный центр для детей и подростков, расположенный в Иерусалиме, Израиль.
Это единственное в своем роде учреждение, расположено в р-не Кирьят-Ювель, Иерусалим.
Проводит реабилитацию детей после травм, ожогов, террористических актов и других причин. Реабилитация детей с ограниченными физвозможностями .
Персонал включает врачей, младший медперсонал, психологов и других.
Центр включает в себя дошкольный дневной центр для детей в возрасте от 6 месяцев до 3 лет, детские сады, внешкольные программы интеграции и школьных классах.
Открыт в 1932 году выходцем из США, ортопедом Г. Келлером.
В 1971 году построен новый корпус, благодаря пожертвованиям Малкольма и Дороти Вольденберг
Ежегодно, с 1999 года, проводится благотворительный велопробег под названием Колеса любви. В ходе этой акции проводится сбор средств для детей в центре. Протяженность пробега — 480 км, длительность — 5 дн. Пробег предусматривает различные маршруты: Off-Road, On-Road, On-Road Challenge и Touring. Является одним из крупнейших благотворительных спортивных мероприятий в Израиле.